# Кочегарова (деревня)
Кочегарова — деревня в Юргамышском районе Курганской области России. Входит в Вилкинский сельсовет.

## География
Расположена у реки Миасс.

## История
До 1917 года входила в состав Воскресенской волости Челябинского уезда Оренбургской губернии. По данным на 1926 год состояла из 125 хозяйств. В административном отношении являлась центром Кочегаровского сельсовета Воскресенского района Челябинского округа Уральской области.

## Население
| 1989 | 2002 | 2010 |
| ---- | ---- | ---- |
| 76   | ↘69  | ↘39  |

### Историческая численность населения
По данным переписи 1926 года в деревне проживало 679 человек (314 мужчин и 365 женщин), в том числе: русские составляли 99 % населения.

## Инфраструктура
Личное подсобное хозяйство с зоной сельскохозяйственного использования, индивидуальная застройка усадебного типа.

## Транспорт
Деревня доступна автотранспортом.  